# Gabriel Pimba
Gabriel Pimba (født 4. juli 1990) er en brasiliansk fodboldspiller.